# 九流十家
九流十家一稱出自班固《漢書·藝文志·諸子略序》，班固以儒家观点編書，评论各家思想，「諸子十家，其可觀者，九家而已。」
九流十家包括司馬談〈論六家要旨〉的六家：「道德﹑儒﹑墨﹑名﹑法﹑陰陽」，即是現在流行的順序：道家、儒家、墨家、名家、法家、陰陽家。
另外四家是 縱橫家、雜家、農家、小說家，當中以小說家不入流, 知名度亦較低。
《漢書・藝文志》持諸子百家出於王官論：
- “道家者流，蓋出於史官（史官掌紀錄典籍）。”
- “儒家者流，蓋出於司徒之官（司徒掌教育）。”
- “墨家者流，蓋出於清廟之守（清廟之守掌祀典）。”
- “名家者流，蓋出於禮官（禮官掌禮秩）。”
- “法家者流，蓋出於理官（理官掌刑法）。”
- “陰陽家者流，蓋出於羲和之官（羲和掌星曆）。”
- “縱橫家者流，蓋出於行人之官（行人掌朝覲聘問）。”
- “雜家者流，蓋出於議官（議官乃諫官議郎之屬）。”
- “農家者流，蓋出於農稷之官（神農、后稷教民稼穡）。”
- “小說家者流，蓋出於稗官（稗官乃小官)。”

「九流十家」的「九流」與「三教九流」的「九流」不同。

## 評論
胡適評《藝文志略序》時，評班固為文太過主觀，不夠客觀。

## 相關页面
- 諸子百家